# 洪潮江水库
洪潮江水库位于中国广西壮族自治区北海市合浦县，是以灌溉、供水为主，兼有发电、防洪、旅游、养殖等功能的大（二）型水库。又称星岛湖。
1995年中央电视台拍摄《水浒传》时以此作为外景地。